# Superliga (przedsiębiorstwo)
Superliga sp. z o.o. – podmiot, będący organizatorem rozgrywek zawodowej ligi piłki ręcznej w Polsce.

## Zakres działalności
Superliga sp. z o.o. – na mocy przekazanych jej uprawnień przez Związek Piłki Ręcznej w Polsce (ZPRP) – jest organizatorem rozgrywek zawodowej ligi piłki ręcznej mężczyzn. Do jej podstawowych zadań należy:
- prowadzenie rozgrywek zawodowej ligi piłki ręcznej mężczyzn,
- promowanie i rozwój zawodowej ligi piłki ręcznej mężczyzn,
- pozyskiwanie sponsorów rozgrywek,
- negocjowanie sprzedaży praw medialnych.

## Historia i udziałowcy
27 lutego 2016 Zarząd ZPRP podjął uchwałę o utworzeniu spółki zarządzającej zawodową ligą piłki ręcznej mężczyzn. 2 marca 2016 w siedzibie ZPRP został podpisany akt założycielski podmiotu o nazwie Superliga sp. z o.o. Kluby biorące udział w rozgrywkach Superligi sezonu 2015/2016 otrzymały od ZPRP ofertę wykupu za 1000 zł udziałów o łącznej wartości 50 000 zł. Na mocy ustawy o sporcie udziałowcami spółki mogą być: ZPRP oraz kluby występujące w najwyższej klasie rozgrywek piłki ręcznej mężczyzn w liczbie nie wyższej niż 12. Akt założycielski spółki przewiduje możliwość zwiększenia liczby drużyn występujących w Superlidze do 14, co będzie wiązało się z podwyższeniem kapitału zakładowego. 2 czerwca 2016 spółka została wpisana przez Sąd Rejonowy dla m. st. Warszawy do Krajowego Rejestru Sądowego pod numerem 0000620235.

## Władze

### Zarząd
- Piotr Należyty (prezes Zarządu)

### Rada Nadzorcza
- Henryk Szczepański (przewodniczący)
- Wojciech Knop
- Witold Kulesza

### Komisarz ligi
- Piotr Łebek